# Gautier de Saint Víctor
Walter, Gauthier o Gautier de Saint-Víctor, latinizado Gualterus o Galterus  (fallecido hacia 1190) fue un filósofo y teólogo místico y canónigo regular agustino francés.

## Biografía
Muy probablemente de origen inglés, pocos detalles se conocen sobre su vida, salvo que en torno al año 1173 era prior de la Abadía de San Víctor en París sucediendo a Ricardo de San Víctor y que alrededor de la época del III Concilio de Letrán (1179) escribió una obra muy polémica, Contra quatuor Labyrinthos Franciae (Contra los cuatro laberintos de Francia). Murió hacia el año 1190.

## Contra la dialéctica
Fue César-Egasse du Boulay en su Hist. Univ. Paris (1665) quien llamó primero la atención sobre el tratado de Walter Contra quatuor Labyrinthos Franciae y publicó extractos del mismo. Los "cuatro laberintos" contra los que se dirige son cuatro de los grandes maestros del Escolasticismo: Pedro Abelardo, Gilbert de la Porrée, Pedro Lombardo, Pierre de Poitiers y, sin nombrarlo, a Godefroy de Saint Victor. Es un duro ataque en el método dialéctico en teología y condena el uso de la lógica en el esclarecimiento de los misterios de la fe. Walter se indigna ante la idea de tratar a los misterios de la Trinidad y la Encarnación "con liviandad escolástica". Descartando las mejores tradiciones de la Escuela de San Víctor, insulta a filósofos, teólogos e incluso gramáticos con una violencia que desacreditó su propio objetivo, el desacreditar a los dialécticos.
No solo no logró convencer a sus contemporáneos, sino que muy probablemente aceleró el triunfo del método que atacó. Cuatro años después de publicada su polémica, Pedro de Poitiers, uno de los "laberintos", fue presentado por el Papa a la dignidad de canciller de la diócesis de París y antes del final de la década Pedro Lombardo, otro de los "Laberintos", fue reconocido como una autoridad en teología, el método fue adoptado en las escuelas y sus famosos libros de oraciones utilizados como manual y texto oficial para la enseñanza e incluso comentados por todos los grandes maestros, distinción que conservaron durante todo el siglo XIII.
Algunos de los sermones de Walter, en concreto 21, han sobrevivido también, y acreditan que su insensibilidad hacia las corrientes de su tiempo es relativa. También ha sido acreditado como el primero en acuñar e introducir el término "suicidio". Sus obras se encuentran el tomo 194 de la Patrología latina de Migne

## Obras
- Contra quatuor labyrinthos Franciæ (1180)
- 21 Sermones
  - Sermo II, in sollempnitate paschali
  - De superexcellenti baptismo Christi (PL 196, col. 1013-1018). Breve opúsculo que contiene reflexiones piadosas sobre el bautismo de Cristo. El prólogo es de Richard de Saint-Victor (coll. 1011-1013).[1]
- Quæstiones et decisiones in epistolas S. Pauli publicadas bajo el nombre de Hugues